# Économie de la Malaisie
L'économie de la Malaisie est une économie ouverte moyenne, 30e au monde en termes de PPA avec un PIB de 525 milliards $ US, en 2013. Son PIB est représenté à 48,1 % du secteur des services, à 40,6 % d'industrie et à 11,1 % d'agriculture (2004).
Les principaux investisseurs étrangers dans le pays sont les États-Unis, le Japon et les Pays-Bas.

## Histoire

Évolution du PIB par habitant de Malaisie.

Au début du XXe siècle, du temps de la colonisation britannique, les denrées exportées de ce pays étaient principalement : l’étain et le caoutchouc. Lorsque éclate en Europe la Seconde guerre mondiale, la Malaisie produit près de 40 % du caoutchouc et 60 % de l’étain mondiaux : à la fin des années 1940, la Malaisie est, par ses ventes de caoutchouc et d’étain, la première source de revenus du Commonwealth. En 1986 le pays va opter pour le libéralisme économique; cela se traduira par de nombreuses privatisations, des mesures favorables aux investisseurs étrangers et aux industries légères destinées à l’exportation, en partie des industries délocalisées de Singapour (textiles, électronique, etc.). Ainsi, de 1985 à 1996, la Malaisie affiche un taux de croissance annuel supérieur à 4 % en moyenne, en dépit de certaines périodes de récession. Les exportations augmentent considérablement, les infrastructures connaissent un développement rapide, et le niveau de vie se rapproche de celui des pays développés. En 1997, le PIB recule de 7 %, soit la pire année de crise de ces douze dernières années pour la Malaisie. Le gouvernement rejette le programme du FMI et adopte une politique protectionniste pour faire face à la crise. C’est donc sans aide extérieure que l’économie malaisienne a réussi à retrouver le chemin de la croissance : après une croissance de 5,4 % en 1999, le PIB a progressé de plus de 8 % en 2000.

## Développement économique

### Contexte socio-économique post colonial
Le contexte socio-économique post colonial définit l’évolution future de l’économie malaise. Ainsi, lorsque le pays est sous colonie britannique, un certain nombre d’institutions coloniales sont mises en place. Ces mesures sont directement liées à une volonté de développer une économie coloniale exportatrice qui a pour but le profit. Les Britanniques mettent en place un système légal (common law) et un système administratif (administration fiscale, carte d’identité, formalisation de l’état civil, recensement décennal pour les trois établissements des détroits que sont le sultanat de Kedah, le sultanat de Malacca et le sultanat de Johor). Le premier et principal geste posé par le système administratif britannique mis en place est le remplacement des anciennes règles traditionnelles d’attribution de la terre. On passe d’un système traditionnel d’attribution de la terre à un système foncier de bail calqué sur le modèle européen, cela afin d’encourager les planteurs à défricher la forêt et coloniser le pays. Le système monétaire basé sur la livre sterling est aussi une mesure instaurée par l’empire colonial. Enfin, « l’importation » salariale est aussi une caractéristique de l’organisation coloniale britannique en terre malaise. Celle-ci a pour impact de créer une société malaise pluriethnique et opère par la même un bouleversement démographique majeur dans le pays.
Cette « importation salariale » opérée dans le cadre de la stratégie britannique s’avère nécessaire à l’entreprise coloniale dans la mesure où la population paysanne locale est réduite (on compte entre 250 000 à 300 000 habitants en Malaisie en 1800).  De plus, cette population paysanne rurale est occupée à la production vivrière. Par conséquent, les britanniques dirigent les efforts vers l’organisation d’une immigration entre les Indes et la Malaisie. Sous cette impulsion migratoire, la Malaisie compte par la suite 2 millions d’habitants à la fin du XIXe siècle.  En 1800, les malais forment alors 90 % de la population. Ils en forment moins de 60 % en 1911, puis 49,7 % en 1947.  Les indiens comptent alors pour 11 ,3 % de la population et les chinois 47,2 %.  Cette division coloniale du travail forge une société malaise profondément pluriethnique, les postes occupés dans le travail recoupant ainsi les différences ethniques. Cela donne lieu à des inégalités de revenus marqués entre les différents groupes .  
Comme beaucoup de pays sous le joug colonial, les Britanniques favorisent à l’époque la création d’infrastructures qui facilitent et favorisent le développement économique notamment à travers des systèmes de communications multiples (routes, trains, ports de commerce, aménagements fluviaux en vue de favoriser et fluidifier le transport des marchandises) et la mise en place d’une police visant à garantir la sécurité des transactions commerciales . 
Ainsi, environ cent ans après le début de l’entreprise coloniale britannique, les traits caractéristiques majeurs de la société malaisienne qui sont hérités, sont principalement les différences ethniques dans les emplois, l’accès à l’éducation, et donc par extension les revenus. Le contexte post colonial permet une compréhension plus large pour comprendre l’évolution économique de la Malaisie post-coloniale. 

### Conflits pluriethniques
Les inégalités de revenus engendrées par les dynamiques de pluriethnicité déclenchent les émeutes de mai 1969. Ces émeutes sont la manifestation d’une idéologie anti-chinoise montante. Le système économique malaisien dualiste et profondément divisé fait éclater des émeutes sanglantes du peuple malais à l’encontre des malais d’origine chinoise. Il apparaît comme évident que la cohésion sociale malaise reste à construire au regard des divisions multiethniques qui marquent le pays.  Ces divisions recoupent aussi les dimensions liées à la culture, la religion, les idéologies politiques, la langue, la géographie et les différences socioprofessionnelles, d’où la difficulté et l’importance croissante pour le gouvernement de s’organiser pour éviter des conflits inter-étatiques. L’enjeu de taille est de savoir comment réduire ces écarts qui se cumulent en défaveur des ruraux peu éduqués et le plus souvent malais ; ils se trouvent bloqués dans le secteur agricole traditionnel et ont peu d’accès à une vie sociale et financière intéressante.

### New Economic Policy
C’est dans ce contexte que s’inscrit la création de la New Economic Policy (NEP). Au lendemain des émeutes raciales de 1969, dans un contexte d’état d’urgence, le Conseil National d’Opérations (en anglais National Operations Council, ou NOC) dirigé par le premier ministre en poste Abdul Razak, lance la NEP. Cette politique économique vise à orienter économiquement le pays jusqu’en 1990. L’explosion de violence anti chinoise de 1969 est interprétée par le gouvernement comme un ressentiment des Malais contre les Chinois, considérés plus riches, et avec des perspectives sociales plus avantageuses. En ce sens, l’idée que la communauté malaise d’origine chinoise forme la communauté qui exploite les Malais est répandue à l’époque. Cependant, dès 1960, il est démontré que cette assimilation systématique des Chinois à la catégorie des gens riches est une erreur grossière dans la mesure où la majorité des Chinois sont ouvriers, commerçants et que bon nombre d’entre eux travaillent la terre. Toutes les recherches en sciences sociales sérieuses de l’époque démontrent donc l’inexactitude sur les nombreux clichés anti chinois. 
Les modalités de la mise en place de la NEP sont axées sur trois pans. Il s’agit de la planification, le développement agricole et le développement rural. 
Un plan quinquennal, le « Second Plan Malaisien » (1971-1975) couplé à une stratégie de développement de long terme, formulée dans le « First Outline Perspective Plan » (1971-1990) sont articulés par le NEP, en 1971. La planification en Malaisie est un outil de la politique économique déjà utilisé au lendemain de la seconde guerre mondiale. Elle est instaurée par les britanniques avec le « Draft Development Plan » (1950-1955) pour la Malaisie péninsulaire, avec deux plans concernant la partie orientale des possessions. Les premiers et seconds Malaya Plans (1956-1965) suivent cette politique, ils sont tournés vers l’effort de reconstruction puis de développement organisé des infrastructures. Ils se doivent d’être financés à l’époque par la Malaisie elle-même. Avec la NEP, le gouvernement du premier ministre Abdul Razak inaugure une nouvelle période, celle des déficits publics pour financer principalement l’investissement et les politiques sociales. Quatre secteurs fondamentaux sont retenus par la NEP comme domaines d’interventions majeurs de l’État : les politiques pour l’agriculture/la pêche et la forêt, l’industrie manufacturière/les mines et la construction, l’amélioration de la vie urbaine et rurale, et les politiques éducatives. 
Le premier volet de ce plan économique est le développement du secteur agricole. On souhaite défricher de nouvelles terres, améliorer les rendements de riz, replanter des hévéas, etc. Il s’agit de lutter contre le chômage et le sous-emploi notamment dans les milieux ruraux. De plus, on vise à favoriser la diversification des cultures agricoles d’exportation (autre que l’huile de palme). La première population bénéficiaire de ces mesures agricoles mises en place par la NEP sont les ruraux malais, qui représentent près de 85 % de la population. Une grande quantité de fonds sont injectés dans ce secteur rural notamment sous la forme de projets d’irrigation, de services sociaux et d’infrastructures facilitant les entreprises rurales. On se retrouve petit à petit avec un territoire malaisien de plus en plus occupé par des agences régionales ou locales de développement.

## Travail forcé
Le travail forcé reste fréquent en Malaisie. Les travailleurs immigrés représentent entre 20 % et 30 % de la main-d’œuvre du pays. Souvent originaires du Népal, du Bangladesh ou de la Birmanie, ils doivent s'endetter lourdement à des taux exorbitants auprès de prêteurs locaux afin de payer les recruteurs envoyés par des entreprises malaisiennes et obtenir un contrat de travail. Arrivés en Malaisie, leurs employeurs leur confisquent leur passeport afin de s’assurer qu’ils resteront. Les journées de travail s'élèvent à douze heures, les congés sont rares et le salaire minimum malaisien représente 240 euros mensuels.

## Agriculture et pêche
La Malaisie produit la moitié de l'huile de palme mondiale et se situe respectivement au 3e et 5e rangs pour la production de caoutchouc (500 000 000 d'hévéas fournissent 1 300 000 tonnes) et de cacao (195 000 tonnes en 1995). 
L'agriculture de la Malaisie est fortement marquée par les cultures de plantations, le pays produit environ 78 % des exportations de caoutchouc, 79 % des exportations du poivre, 90 % des exportations de l'écorce de quinquina, 73 % des exportations de coprah, 56 % des exportations de l'huile de palme et 16 % des exportations du thé.

## Construction

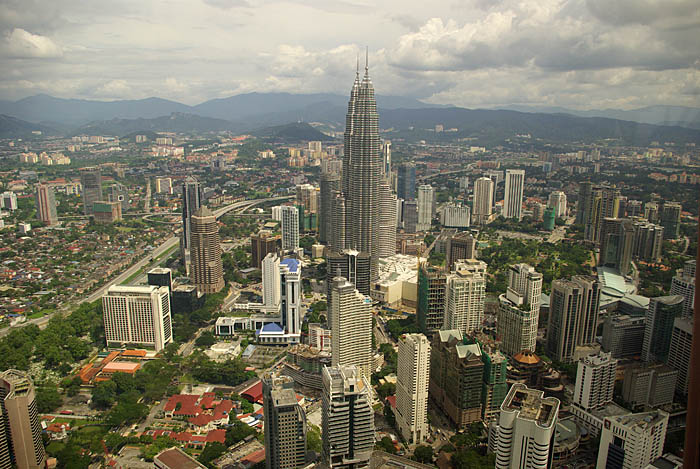
Kuala Lumpur et les tours Petronas

La valeur des travaux de construction effectués au deuxième trimestre de 2017 a enregistré une croissance à deux chiffres de 11,2 % par rapport à l'année précédente pour enregistrer un montant de 33,8 milliards de ringgits.
Le secteur de la construction en Malaisie est un secteur à forte intensité de main-d’œuvre et d'après l'Organisation internationale du travail (OIT), 74 % des travailleurs y sont des travailleurs informels.
La construction emploie 9,5 % de la main-d'œuvre malaisienne, soit 1,2 million de travailleurs enregistrés en 2013 parmi lesquels, un quart sont des travailleurs étrangers (pour beaucoup des Népalais, des Indonésiens et des Indiens). 93 % des travailleurs étrangers enregistrés dans le secteur de la construction ne sont pas qualifiés, cela implique donc qu'une majorité écrasante des travailleurs - les maçons, les couvreurs , etc. - sont des étrangers et construisent les infrastructures nationales, les maisons et les écoles malaisiennes sur les salaires relativement bas, qui reflètent habituellement un faible niveau de compétences. Les travailleurs non qualifiés peuvent avoir un salaire minimum de 1 200 ringgits par mois. Bien que correspondant au niveau du salaire minimum pour la Malaisie occidentale avant l'augmentation du budget 2016, cela ne correspond pas au revenu médian du ménage de 4 256,25 ringgits par mois en 2014. Le salaire monte jusqu'à plusieurs milliers de ringgits pour des niveaux de compétences plus élevés, car la construction emploie également des architectes et des gestionnaires étrangers.
Les Malaisiens sont réticents à occuper les emplois dans le secteur de la construction, emplois souvent peu attirants, surtout les métiers « humides » (c'est-à-dire les métiers de la maçonnerie et du plâtrage); les principaux problèmes sont les conditions de travail et la perception négatives du travail manuel sur site, qui entraîne de longues heures d'effort physique sous le soleil avec tous les risques associés à la sécurité du travail. C'est une industrie difficile, avec une progression de carrière limitée. La réticence des locaux à occuper des emplois dans le secteur fait que les acteurs de la construction se tournent vers une main-d'œuvre étrangère peu coûteuse, dont beaucoup ont peu ou pas de compétence, ce qui déprime le niveau de salaire et empêche davantage les habitants de prendre part au secteur. En outre, les exigences professionnelles du secteur de la construction, qui impliquent des déplacements réguliers d'un endroit à l'autre après qu'un projet est terminé, décourage également les habitants, qui souhaitent habituellement rester près de leur famille. En revanche, les travailleurs étrangers sont plus souples en termes de localisation et de mouvement, même s'ils doivent rester dans des logements improvisés et surpeuplés sur ou à proximité du chantier, en utilisant des toilettes portatives et des réservoirs d'eau pour l'approvisionnement en eau. Loin de leurs familles et à la recherche désespérée de  plus de revenus, les travailleurs étrangers sont également plus désireux de travailler des heures supplémentaires pendant les week-ends et les jours fériés, contrairement aux habitants qui voudraient passer de tels moments avec leurs familles. 
En Malaisie, 82 % des travailleurs étrangers vivent sur les chantiers, la mauvaise qualité de l'hébergement (kongsi) était après la sécurité sociale, le deuxième grief majeur des travailleurs de la construction interrogés pour l'OIT en 1996. 
Dans un contexte plus large, la dépendance à l'égard des travailleurs étrangers a dégradé les niveaux de productivité du secteur de la construction, beaucoup plus faible par rapport à celui des autres secteurs en Malaisie. Les repères globaux indiquent également que le secteur de la construction en Malaisie se situe à l'extrémité inférieure du spectre de productivité. La productivité relativement faible est le reflet d'une modernisation limitée des méthodes et des pratiques de construction ainsi que de la dépendance à la main-d'œuvre peu qualifiée. Cette considération, s'ajoutant à celle que les Malaisiens ne risquent pas de poursuivre les emplois du secteur de la construction, nécessite un changement sectoriel vers l'automatisation  et la mécanisation, d'autant plus que les programmes de transformation du gouvernement visent à augmenter la productivité du secteur de 2,5 fois d'ici 2020.
Le secteur de la construction, en particulier, est réticent à passer à des modus operandi moins intensifs en main-d'œuvre, citant une barrière de coût élevée, malgré la précarité, et ce qui semblait être un compte à rebours vers un afflux massif de main-d’œuvre étrangère. Ce qui signifie que la construction - et par extension le développement de l'immobilier - sont loin d'être prêt à faire face à un départ massif de travailleurs étrangers, qui affecterait négativement le secteur de la construction ainsi que le secteur immobilier. Pour FD Iskandar (ms), il est très probable que les projets d'infrastructure énormes (tels que les extensions de transport en commun de masse et les extensions de transit ferroviaire léger) seraient compromis. L'objectif du gouvernement est de limiter la main-d'œuvre étrangère à 15 % de la main-d'œuvre nationale totale dans tous les secteurs d'ici à 2020, la part actuelle étant de 17 % à partir de 2013, et 27 % si les travailleurs immigrés clandestins sont pris en compte. Un cinquième des quelque deux millions de travailleurs étrangers enregistrés le sont en construction - et la dépendance à l'égard de la main-d'œuvre étrangère peu coûteuse est devenue fort prégnante.
Quand ils arrivent en Malaisie, la plupart des travailleurs étrangers sont des agriculteurs, peu qualifiés. Ils sont formés et, après cinq ans, six ans, ils deviennent des cintreurs de barre à béton, des carreleurs, des couvreurs. Les travailleurs étrangers qui sont pris en situation illégale font l'objet de programmes d'amnistie qui leur permettent de rester. Le gouvernement propose ensuite de les renvoyer dans leur pays, ce qui n'a pas de sens pour le secteur car cette main-d’œuvre qualifiée ira grossir le personnel des chantiers de Singapour, ou de Dubaï aux dépens de la Malaisie. Cette main-d'œuvre est encore nécessaire, et les renvoyer ne mènera qu'à une nouvelle campagne de recrutement qui est elle aussi dispendieuse. 
La tendance porte vers la construction préfabriquée, également connu en Malaisie sous le nom de Industrialised Building System (IBS) (en). La Chine, par exemple, a fourni plusieurs exemples brillants (et viraux) de la façon dont IBS peut construire les bâtiments beaucoup plus rapidement - entre autres, en 2010, le pays a vu un bâtiment de six étages appelé Broad Pavilion complété en une journée. En décembre 2014, la ville de Changsha a vu un hôtel de 30 étages érigé en deux semaines, surprenant même les experts IBS. Ses avantages sont énormes, mais de nombreux obstacles empêchent toujours son adoption, comme son coût défavorable dans un pays qui privilégie une main-d’œuvre bon marché.

## Secteur tertiaire

### Finance et secteur bancaire
Kuala Lumpur possède un secteur financier très développé, il est classé 22e mondial selon le Global Financial Centres Index. Il y a actuellement 27 banques commerciales (8 nationales et 19 sont étrangères), 16 banques islamiques (10 nationales et 6 étrangères), 15 banques d’investissement (toutes nationales) et 2 autres institutions financières qui opèrent en Malaisie. 
Les banques commerciales sont les principaux fournisseurs financiers du système bancaire malaisien. Les plus grosses banques du secteur financier en Malaisie sont Maybank, CIMB, Public Bank Berhad et AmBank. 
Le pays est aussi le centre financier islamique le plus large au monde. La Malaisie possède 16 banques islamiques dont cinq étrangères, totalisant des actifs de US 168,4 milliards $. Cela représente 25 % des actifs financiers totaux de la Malaisie. En comparaison, les Émirats arabes unis, leur principal rival, possède US$ 95 milliards en actifs.
La Malaisie est actuellement le leader global sur le marché du sukuk (un bon du trésor islamique), délivrant 62 milliards de ringgit (US$ 17,74 milliards) de sukuk en 2014, plus de 66,7 %  du montant global total du marché du sukuk qui est de US$ 26,6 milliards ("HomilyChart". Archived from the original on 16 October 2015. Retrieved 12 April 2015.).  La Malaisie compte aussi pour environ les deux tiers du marché global du sukuk, contrôlant US$ 178 milliards des US$ 290 milliards du marché total. 
Le gouvernement malaisien planifie de transformer Kuala Lumpur en centre financier mondial, dans le pari d’élever l’image du pays et de susciter le commerce international et les investissements grâce à la construction du Tun Razak Exchange (TRX). Le gouvernement est convaincu que le projet permettra à la Malaisie de rivaliser avec les superpuissances financières régionales telles que Singapour et Hong Kong, en capitalisant sur la force établie et reconnu du pays dans la croissance rapide du marché de la finance islamique.

### Tourisme
Le tourisme est un secteur  important de l’économie malaisienne, avec plus de 57,1 millions de touristes générant 37,4 milliards de ringgit (US$ 11 milliards) en 2014, et attirant 27 437 315 de touristes internationaux, une croissance de 6,7 % comparativement à 2013. L’Organisation Mondiale du Tourisme classe la Malaisie comme le 10e pays le plus visité en 2012.
La Malaisie est riche et diverse en attractions naturelles, qui sont des actifs pour l’industrie du tourisme malaisien. Ceci a été reconnu par le Conseil Mondial de Voyage et du Tourisme qui déclare la Malaisie comme une « destination pleine de potentiel encore inexploitée ». 
Les meilleures destinations touristiques du pays sont les caves de Mulu, les îles Perhentian, Langkawi, les tours Petronas et le Mont Kinabalu. 

### Pétrole et gaz
La Malaisie possède une industrie du pétrole et du gaz assez riche. La compagnie nationale Petronas est classée 69e plus grosse compagnie du monde dans la liste 2014 du Fortune 500, avec un revenu de plus de US$100,7 milliards et des actifs de plus de US$ 169 milliards. Petronas fournit environ 30 % du revenu du gouvernement malaisien. Le gouvernement s’active cependant à réduire sa dépendance au pétrole, en visant de passer de 30 % à 20 % du revenu total.
Petronas est aussi le garant des réserves en pétrole et en gaz de la Malaisie. D’où le fait que les activités liées au pétrole et au gaz soient réglementées par Petronas. La Malaisie encourage la participation des sociétés pétrolières étrangères grâce à des contrats de partage de production, dans lesquels des quantités massives de pétrole sont accordées aux compagnies étrangères pétrolières jusqu’à atteindre un point de production crucial. Actuellement, beaucoup de sociétés pétrolières telles qu'ExxonMobil, Royal Dutch Shell, Nippon Oil et Murphy Oil sont impliquées dans ce type de contrats. Conséquemment, 40 % des champs de pétrole en Malaisie sont développés. 
Il y a plus de 3 500 entreprises de pétrole et de gaz en Malaisie, aussi bien des sociétés internationales de pétrole, des indépendants, des services et entreprises manufacturières supportant les besoins de la chaîne de valeur des compagnies pétrolières, autant à l’échelle nationale que régionale. Beaucoup de manufacturiers dans l’équipement et la machinerie installent des bases en Malaisie en vue de compléter la croissance domestique de leurs entreprises, pendant que d’autres compagnies pétrolières et de gaz malaisiennes choisissent de se concentrer sur des segments stratégiques clés comme le secteur marin, le forage, l’ingénierie, la fabrication et les installations, opérations et maintenance à l’étranger. 
La monnaie de la Malaisie est le ringgit qui a remplacé le dollar malaisien et divisé en 100 sen. La banque centrale du pays est la banque Negara Malaisie fondée en 1959. Au début des années 1990, la Malaisie était devenue la principale destination touristique d'Asie du Sud-Est.

## Commerce extérieur

### Croissance par les exportations
Dans l’idée de donner la priorité au développement et à l’éradication de la pauvreté, la New Economic Policy choisit de développer un secteur économique public, de promouvoir l’ouverture au commerce en faisant notamment appel aux capitaux étrangers et aux multinationales pour parachever sa stratégie de développement par les exportations. Ce faisant, elle tourne naturellement le dos à l’ancienne stratégie de substitutions aux importations considérée comme une stratégie ne donnant que peu de fruits. En effet, cette stratégie de substitution aux importations donne naissance à une petite industrie, très peu compétitive, fondée sur des capitaux étrangers protégés par des barrières douanières, dans le domaine de l’agroalimentaire, du tabac, du textile (1958-1968). Des mesures sont prises afin de créer des conditions garantissant un terrain politique favorable aux investissements étrangers. En ce sens, les lois sur le travail sont amendées pour utiliser et contrôler le travail plus efficacement dans les usines des secteurs exportateurs. Les salariés de l’électronique sont empêchés de se regrouper, le droit de grève est réduit et les activités syndicales restreintes. Il est stratégique pour le gouvernement malaisien d’opérer ces changements dans la mesure où il a besoin des capitaux et investissements étrangers pour bâtir rapidement un tissu industriel qui lui manque fortement, et ce en vue de définitivement quitter un régime de croissance axé sur l’agriculture et l’exploitation de matières premières. Au vu des conditions politiques, ces mesures de renforcement du travail pour garantir les investissements étrangers sont d’autant plus nécessaires dans la mesure où le gouvernement malaisien ne veut pas laisser le développement aux milieux d’affaires chinois. Cela favoriserait la prospérité de ceux-ci, tout en augmentant les possibilités de révoltes et de nouvelles émeutes du peuple malais. Enfin, les investissements étrangers peuvent permettre aux Malais éduqués de jouer un rôle non seulement dans le développement de leur pays, mais aussi dans la hiérarchie de l’entreprise grâce à l’instauration de quotas ethniques à l’embauche. De multiples zones franches sont aménagées, elles peuvent accueillir des unités de production étrangères destinées, in fine, à l’exportation. Deux secteurs principaux se développent dans ce contexte : les industries de transformation des ressources naturelles préexistantes (caoutchouc, étain) et les industries nouvelles (huile de palme, bois). Ces secteurs intensifs en main d’œuvre développés par les multinationales sont intéressants à leur diversification, car elles sont à la recherche de bas salaires et de conditions de production sociales, politiques et fiscales favorables. Les investissements étrangers en Malaisie jouent un rôle très structurant dans le développement, notamment à travers la création d’un nouveau secteur économique, futur leader des exportations malaisiennes et ambassadeur de la spécialisation malaisienne, le secteur électronique. 
Les principaux produits d’exportation de la Malaisie sont : l’électronique et les composants électriques (58 %), les autres produits manufacturés (11 %), l’huile de palme (4 %), ainsi que le pétrole et le gaz (6,6 %). Les principaux clients de la Malaisie sont les États-Unis (20 % de ses exportations), Singapour (18 %), l’Union européenne (14 %) et le Japon (13 %). Les principaux produits d’importation de la Malaisie sont les biens intermédiaires (73 %), dont 36 % pour les composants électroniques destinés à être réexportés, les biens d’équipement (15 %) et les biens de consommation (5,5 %).

### Limites au commerce extérieur
Le gouvernement est ambivalent quant à la mondialisation. Les tensions générées par la crise économique ont des impacts majeurs sur la politique économique extérieure mise en place par la Malaisie. Ni l’Association des Nations d’Asie du Sud-Est (ASEAN) ni le forum de la “Asia Pacific Economic Cooperation” (APEC) ne sont en mesure d’aider les économies les plus touchées par la crise. L’absence de soutien et les difficultés engendrées par certains États membres en ne coordonnant pas leurs actions ont fini par provoquer de vives tensions au sein de l’ASEAN. La Malaisie soumet les capitaux et le change à des contrôles. Cela a posé de graves problèmes aux investisseurs et aux courtiers de Singapour qui étaient, à l’extérieur du pays, les principaux détenteurs de ringgits et d’actions à la Bourse de Kuala Lumpur. Les tentatives pour régler ce problème se politisent et coïncident avec d’autres difficultés, d’origine historique, qui éprouvent rudement les relations entre la Malaisie et Singapour. Les tensions dans la région d’Asie du Sud-Est incitent le gouvernement malaisien à organiser sa résistance à la mondialisation. Celle-ci cherche en particulier à obtenir l’aide du Japon afin de se détacher de l’influence du FMI, considéré de plus en plus comme nuisible. Bien que les États-Unis opposent leur veto à la proposition du Japon d’un “Asian Monetary Fund”, un certain nombre de pays d’Asie orientale, dont la Malaisie, prennent des initiatives pour créer une institution régionale capable d’aider concrètement les économies qui pourraient être touchées par d’autres récessions.